# Maxillaria
Maxillaria är ett släkte av orkidéer. Maxillaria ingår i familjen orkidéer.

## Bildgalleri

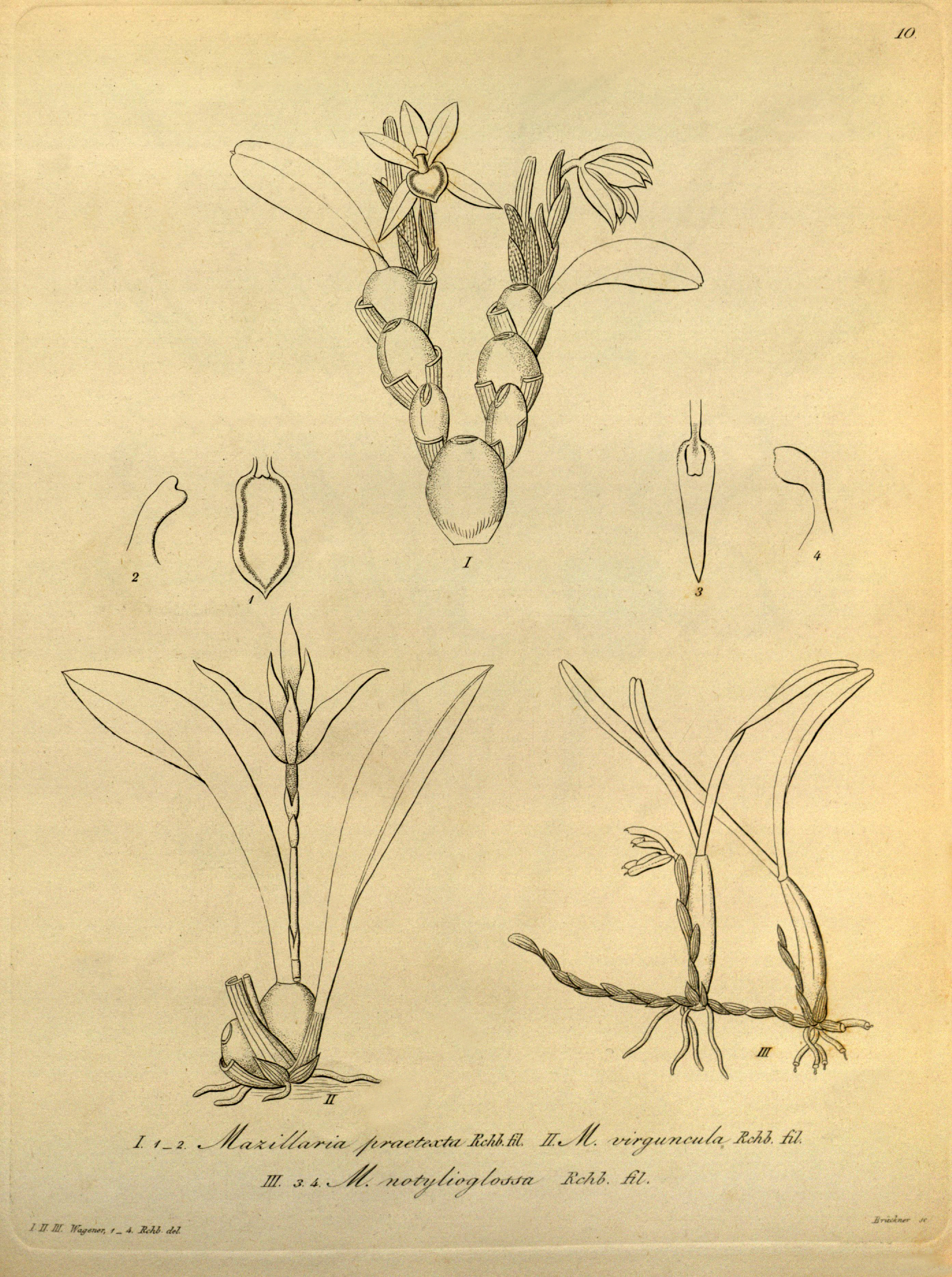
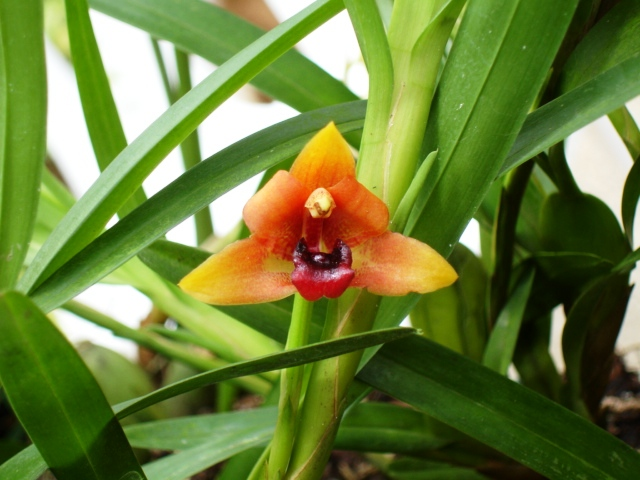
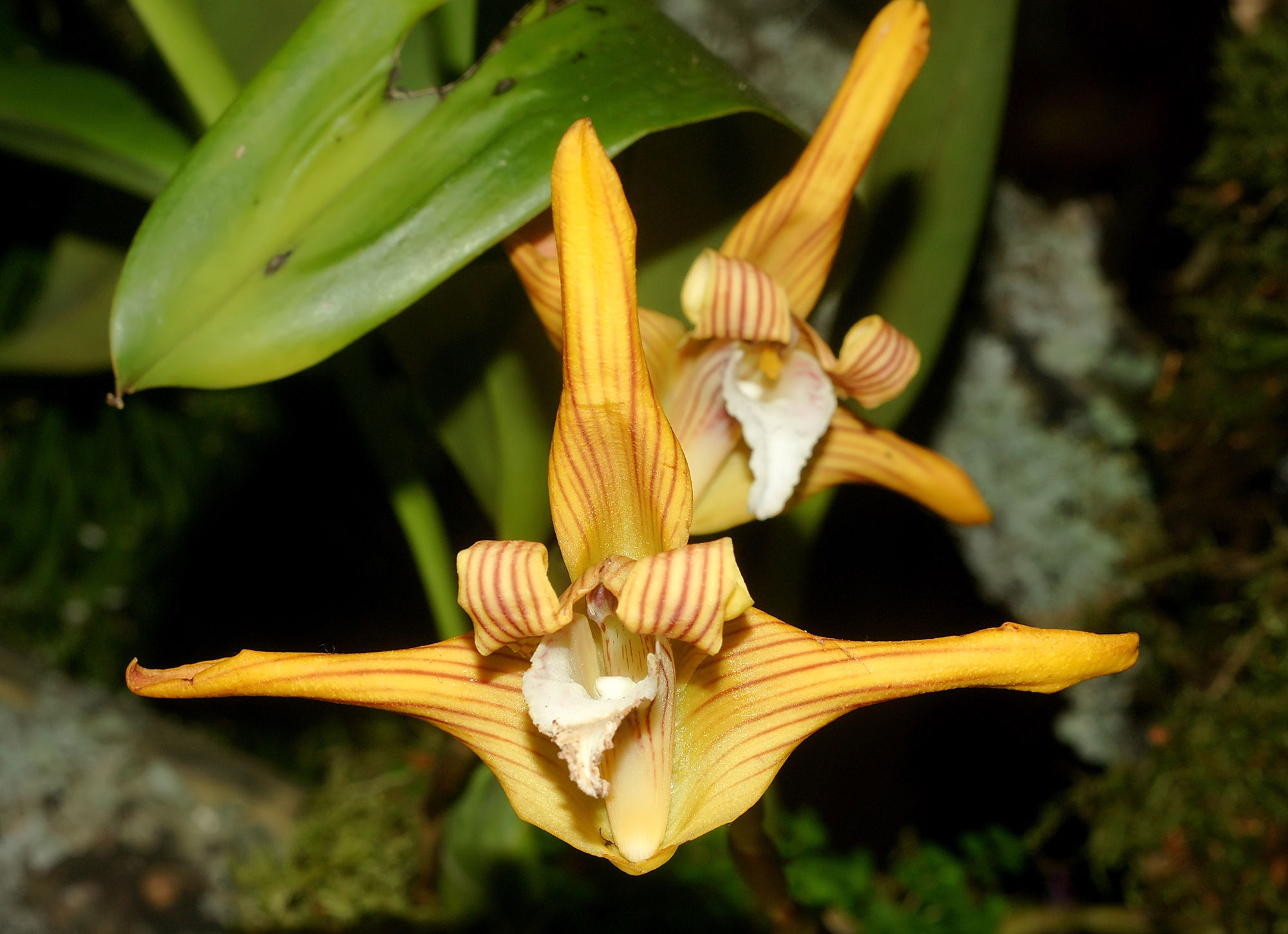
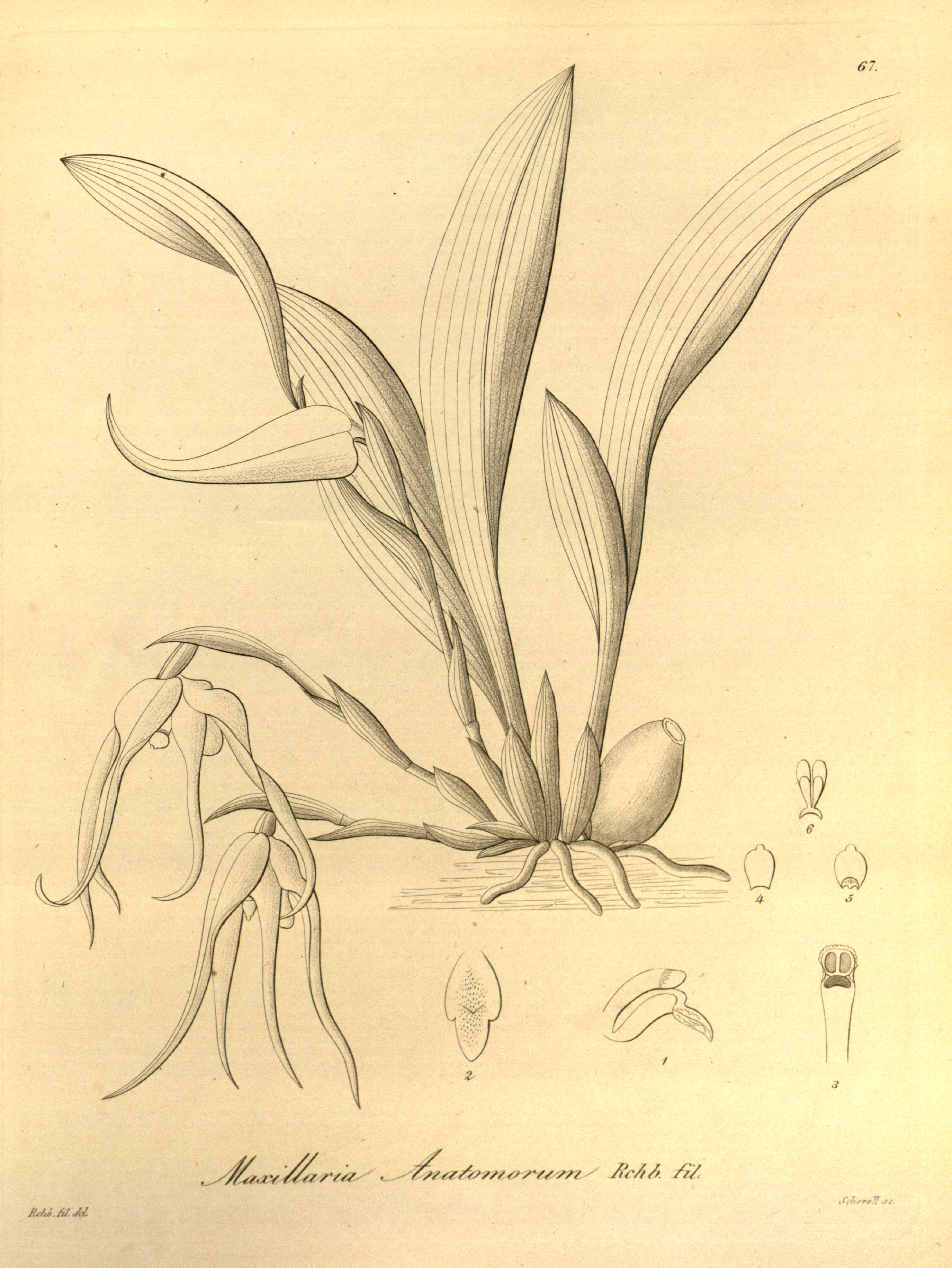
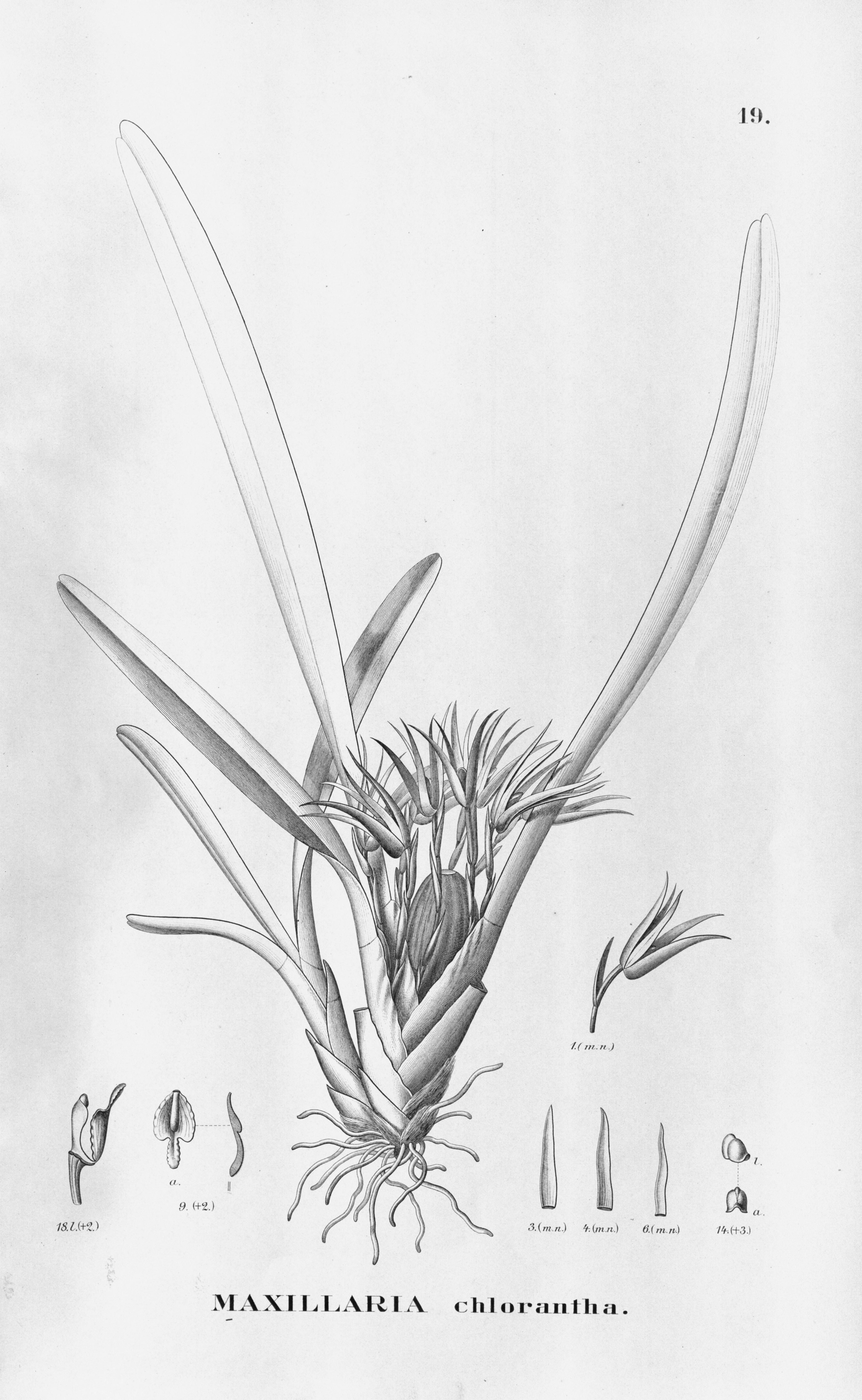

## Dottertaxa tillMaxillaria, i alfabetisk ordning[1]
- Maxillaria acostae
- Maxillaria adscendens
- Maxillaria aequiloba
- Maxillaria albata
- Maxillaria albiflora
- Maxillaria amblyantha
- Maxillaria anatomorum
- Maxillaria angelae
- Maxillaria angustibulbosa
- Maxillaria angustisegmenta
- Maxillaria angustissima
- Maxillaria antioquiana
- Maxillaria arachnites
- Maxillaria arachnitiflora
- Maxillaria argyrophylla
- Maxillaria atrovinacea
- Maxillaria atwoodiana
- Maxillaria augustae-victoriae
- Maxillaria azulensis
- Maxillaria batemanii
- Maxillaria baudoensis
- Maxillaria bennettii
- Maxillaria bettymooreana
- Maxillaria binotii
- Maxillaria bocazensis
- Maxillaria bolivarensis
- Maxillaria boliviensis
- Maxillaria bolleoides
- Maxillaria brachybulbon
- Maxillaria brachypetala
- Maxillaria brachypoda
- Maxillaria bradei
- Maxillaria brevis
- Maxillaria breviscapa
- Maxillaria broadwayi
- Maxillaria burtonii
- Maxillaria cacaoensis
- Maxillaria calantha
- Maxillaria calendulina
- Maxillaria calimaniana
- Maxillaria callichroma
- Maxillaria caloglossa
- Maxillaria camaridioides
- Maxillaria canarina
- Maxillaria candida
- Maxillaria caparaoensis
- Maxillaria caquetana
- Maxillaria carolii
- Maxillaria casta
- Maxillaria caucae
- Maxillaria caulina
- Maxillaria caveroi
- Maxillaria cesarfernandezii
- Maxillaria chimalapana
- Maxillaria chionantha
- Maxillaria chlorantha
- Maxillaria christensonii
- Maxillaria colemanii
- Maxillaria colorata
- Maxillaria compacta
- Maxillaria confusa
- Maxillaria coniformis
- Maxillaria connellii
- Maxillaria convencionis
- Maxillaria cordyline
- Maxillaria cozierana
- Maxillaria crocea
- Maxillaria cryptobulbon
- Maxillaria cuencana
- Maxillaria cuneiformis
- Maxillaria curvicolumna
- Maxillaria cuzcoensis
- Maxillaria cyperifolia
- Maxillaria dalessandroi
- Maxillaria darienensis
- Maxillaria deniseae
- Maxillaria deuteropastensis
- Maxillaria diamantensis
- Maxillaria dichaeoides
- Maxillaria dichroma
- Maxillaria dillonii
- Maxillaria divitiflora
- Maxillaria dolichophylla
- Maxillaria dunstervillei
- Maxillaria ecuadorensis
- Maxillaria edwardsii
- Maxillaria elata
- Maxillaria elegans
- Maxillaria elegantula
- Maxillaria embreei
- Maxillaria endresii
- Maxillaria errata
- Maxillaria erubescens
- Maxillaria farinifera
- Maxillaria ferruginea
- Maxillaria flabellata
- Maxillaria fletcheriana
- Maxillaria floribunda
- Maxillaria foetida
- Maxillaria formosa
- Maxillaria fractiflexa
- Maxillaria frechettei
- Maxillaria friderici-caroli
- Maxillaria fucata
- Maxillaria fuerstenbergiana
- Maxillaria furfuracea
- Maxillaria fuscopurpurea
- Maxillaria galantha
- Maxillaria garayi
- Maxillaria gatunensis
- Maxillaria geckophora
- Maxillaria gentryi
- Maxillaria gorbatschowii
- Maxillaria gracilipes
- Maxillaria grandiflora
- Maxillaria grandimentum
- Maxillaria grandis
- Maxillaria granditenuis
- Maxillaria grayi
- Maxillaria grobyoides
- Maxillaria guentheriana
- Maxillaria guiardiana
- Maxillaria gymnochila
- Maxillaria hajekii
- Maxillaria hastulata
- Maxillaria hennisiana
- Maxillaria herzogiana
- Maxillaria hillsii
- Maxillaria hirsutilabia
- Maxillaria hirtilabia
- Maxillaria hoppii
- Maxillaria huancabambae
- Maxillaria huanucoensis
- Maxillaria huebschii
- Maxillaria huntii
- Maxillaria insignis
- Maxillaria irrorata
- Maxillaria jamboensis
- Maxillaria janiceae
- Maxillaria jenischiana
- Maxillaria johniana
- Maxillaria jostii
- Maxillaria jucunda
- Maxillaria jugata
- Maxillaria kalbreyeri
- Maxillaria kegelii
- Maxillaria kelloffiana
- Maxillaria klugii
- Maxillaria langlassei
- Maxillaria leforii
- Maxillaria lehmannii
- Maxillaria lepidota
- Maxillaria leucaimata
- Maxillaria leucopurpurea
- Maxillaria lilacea
- Maxillaria lilliputana
- Maxillaria lindeniae
- Maxillaria linearis
- Maxillaria liparophylla
- Maxillaria litensis
- Maxillaria longicaulis
- Maxillaria longiloba
- Maxillaria longipes
- Maxillaria longipetala
- Maxillaria longissima
- Maxillaria loretoensis
- Maxillaria lueri
- Maxillaria luteoalba
- Maxillaria luteograndiflora
- Maxillaria macropoda
- Maxillaria macrura
- Maxillaria maderoi
- Maxillaria margretiae
- Maxillaria marmoliana
- Maxillaria mathewsii
- Maxillaria mejiae
- Maxillaria melina
- Maxillaria merana
- Maxillaria meridensis
- Maxillaria microblephara
- Maxillaria microtricha
- Maxillaria milenae
- Maxillaria misasii
- Maxillaria modesta
- Maxillaria molitor
- Maxillaria monantha
- Maxillaria mosenii
- Maxillaria moutinhoi
- Maxillaria muelleri
- Maxillaria multiflora
- Maxillaria mungoschraderi
- Maxillaria muscicola
- Maxillaria muscoides
- Maxillaria nanegalensis
- Maxillaria neophylla
- Maxillaria niesseniae
- Maxillaria nigrescens
- Maxillaria nuriensis
- Maxillaria nutans
- Maxillaria nutantiflora
- Maxillaria nymphopolitana
- Maxillaria ochroglossa
- Maxillaria ochroleuca
- Maxillaria olivacea
- Maxillaria osmantha
- Maxillaria oxysepala
- Maxillaria pachyneura
- Maxillaria palmifolia
- Maxillaria pamplonensis
- Maxillaria pannieri
- Maxillaria parahybunensis
- Maxillaria paranaensis
- Maxillaria parkeri
- Maxillaria parvibulbosa
- Maxillaria parvilabia
- Maxillaria patens
- Maxillaria pauciflora
- Maxillaria pentura
- Maxillaria perryae
- Maxillaria platyloba
- Maxillaria platypetala
- Maxillaria pleiantha
- Maxillaria pleuranthoides
- Maxillaria plicata
- Maxillaria podochila
- Maxillaria poeppigiana
- Maxillaria poicilothece
- Maxillaria poifolia
- Maxillaria polybulbon
- Maxillaria porrecta
- Maxillaria portillae
- Maxillaria powellii
- Maxillaria praetexta
- Maxillaria prolifera
- Maxillaria pseudoreichenheimiana
- Maxillaria pterocarpa
- Maxillaria pulla
- Maxillaria pyhalae
- Maxillaria quadrata
- Maxillaria quelchii
- Maxillaria ramonensis
- Maxillaria ramosissima
- Maxillaria regeliana
- Maxillaria reichenheimiana
- Maxillaria rhodoleuca
- Maxillaria ringens
- Maxillaria robusta
- Maxillaria rodriguesii
- Maxillaria rodrigueziana
- Maxillaria rolfei
- Maxillaria roseola
- Maxillaria rotundilabia
- Maxillaria rubioi
- Maxillaria sanderiana
- Maxillaria sanguineomaculata
- Maxillaria saragurensis
- Maxillaria saueri
- Maxillaria saxatilis
- Maxillaria saxicola
- Maxillaria schnitteri
- Maxillaria schultzei
- Maxillaria setigera
- Maxillaria shepheardii
- Maxillaria silvana
- Maxillaria simacoana
- Maxillaria simplicilabia
- Maxillaria speciosa
- Maxillaria spegazziniana
- Maxillaria spiritu-sanctensis
- Maxillaria splendens
- Maxillaria steyermarkii
- Maxillaria striata
- Maxillaria stricta
- Maxillaria strictifolia
- Maxillaria strictissima
- Maxillaria striolata
- Maxillaria subpandurata
- Maxillaria subulifolia
- Maxillaria sulfurea
- Maxillaria taracuana
- Maxillaria tenuis
- Maxillaria thurstoniorum
- Maxillaria tiaraensis
- Maxillaria tocotana
- Maxillaria tonsbergii
- Maxillaria torifera
- Maxillaria tricolor
- Maxillaria trilobulata
- Maxillaria triloris
- Maxillaria triphylla
- Maxillaria tristis
- Maxillaria truncatilabia
- Maxillaria tuerosii
- Maxillaria turkeliae
- Maxillaria undatiflora
- Maxillaria unguiculata
- Maxillaria unguilabia
- Maxillaria urbaniana
- Maxillaria valleculata
- Maxillaria vasquezii
- Maxillaria weberbaueri
- Maxillaria venusta
- Maxillaria verecunda
- Maxillaria vestita
- Maxillaria whittenii
- Maxillaria williamsii
- Maxillaria vinacea
- Maxillaria winaywaynaensis
- Maxillaria virguncula
- Maxillaria visseri
- Maxillaria wojii
- Maxillaria woytkowskii
- Maxillaria xylobiiflora
- Maxillaria yanganensis
- Maxillaria yauaperyensis